# 內華達州國民警衛隊
內華達國民警衛隊（英語：Nevada National Guard）也稱為內華達州國民兵，是美國國民警衛隊在內華達州的組成部分。內華達州州長可以召集內華達州國民警衛隊的個人或單位進入聯邦服務。美國憲法要求每個州的國民警衛隊支持聯邦和州的雙重使命。
內華達州國民警衛隊的總兵力約為4,300名，其中包括3,000多名陸軍和約1,200名空軍。大約80%的內華達州國民警衛隊士兵擔任所謂的「傳統衛隊士兵」，他們在每月一個週末，每年15天在各自的軍事職業和職業領域參加軍事訓練。他們得到全職人員的支持，其中包括大約480名聯邦技術人員和460名現役和預備役成員。 
內華達州國民警衛隊在該州16個縣中的個縣和州首府設有軍械庫和設施，擁有16個主要設施。除了總部的士兵外，內華達州陸軍警衛隊還包括第17保障旅、第991航空兵司令部以及徵募和保留營。內華達空軍警衛隊由位於雷諾的第152空運聯隊和第 152 情報中隊以及位於印第安斯普林斯的第232作戰中隊組成。

## 历史
英国和美国的民兵传统为内华达州民兵的起源提供了蓝图，最终被称为国民警卫队。这一传统为美国革命中的爱国者事业服务。战后，根据新宪法， 1792 年民兵法规定总统可以在入侵或紧急情况下召集州民兵，但未能如许多联邦党人所寻求的那样建立国家民兵系统。在战前时期，国家民兵的义务军事训练没有得到强制执行，几乎完全停止。取而代之的是志愿者和兄弟般的组织，他们在演习和仪式中练习枪法。 
在内华达州，内战前后紧张的美洲原住民关系和对分裂主义者的恐惧也发生了同样的情况。在 1859-60 年冬天，康斯托克矿脉的发现带来了一场“涌向沃肖”，这在当时仍是犹他州西部的地方增加了与土著居民的摩擦。一个组织松散的民兵袭击了派尤特金字塔湖，以报复被认为对白人定居者犯下的罪行。在前往金字塔湖的途中遭到派尤特人的伏击，民兵遭遇了灾难，有 76 人丧生。来自加利福尼亚采矿城镇的工会常客和公民民兵迅速做出反应，在 1860 年 6 月之前击败并驱散了派尤特人。 7 月，战争部开始在内华达州建设丘吉尔堡和其他联邦哨所，以维持和平并保护陆路步道。 

### 康斯托克繁荣之后

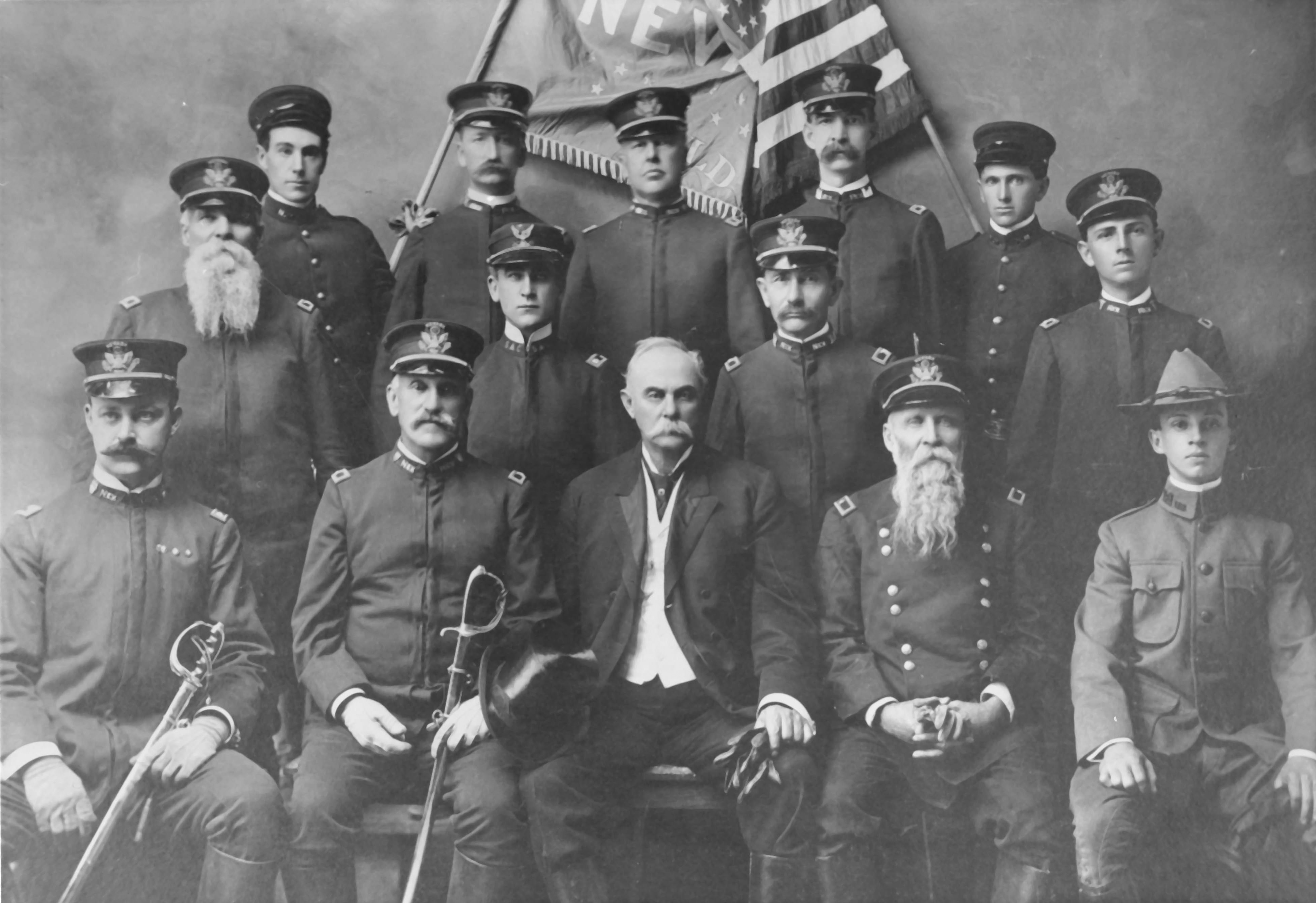
这张 1906 年的照片显示了内华达州州长。约翰·斯帕克斯（中）与内华达州警卫队的指挥人员在劳动节期间合影留念。内华达州国民警卫队的单位于当年 5 月解散，主要是因为内华达州的亲工会情绪将国民警卫队视为国家反对工人的武器。

从 1880 年到 1900 年，康斯托克矿山枯竭，白银州的人口锐减。在此期间，内华达警卫队努力满足较大州提出的国家标准。尽管如此，在 1892 年，该州只有不到 50,000 人居住——按人口计算，该州是全国人口最少的，但面积却是第五大——内华达州卫兵在卡森城举行了他们的第一个夏季营地。志愿士兵，其中许多是矿工，来自远在埃尔科县的塔斯卡罗拉和梅森谷的耶灵顿。营地包括步枪练习和凌晨 3 点的“假”攻击。内华达州的预算限制只允许警卫每个营地获得 10 美元，而纽约士兵每个营地获得 33 美元。 1896 年，F 连卡森城卫队凭借斯普林菲尔德步枪赢得了全国射击冠军，尽管“东部各州的公司一直倾向于否认这一点”并且“不相信卡森连公布的记录是正确的。 ”在威廉·麦金莱总统在美西战争期间呼吁各州之后，几乎所有内华达州警卫队都解散了，因为军人离开了参战。 
1906 年，内华达卫队的最后两个步兵单位在一名联邦检查员质疑他们对国家的忠诚度后解散。根据加利福尼亚州要塞的联邦官员的说法：“两人的答复是，不能依靠任何人来服从总督的命令，我想补充一点，在我看来，船长和所有公司官员，因为和士兵一样，不仅会拒绝服从总督的命令，还会被排在[劳工暴力]的另一边。” 
内华达卫队的解散与劳工激进主义的兴起同时发生，特别是在内华达州戈德菲尔德，当时该州的人口中心，其中包括世界产业工人。即使在 1910 年代戈德菲尔德倒台之后，劳工团体也一再阻止州议会对国民警卫队的重组。第一次世界大战期间，由于大多数身强力壮的男子进入征兵而不是国家警卫队，努力停滞不前。
1927 年，内华达州州长Fred Balzar任命矿物县地方检察官 Jay White 为州副总，目的是进行重组。 1928年，第40师在雷诺成立第40宪兵连，有60名士兵。怀特热情地接受了他作为副将的角色，即使在巴尔扎尔于 1934 年去世后，他仍然是内华达州的副将。在二战期间国家军队被联邦化后，他再次帮助重组了内华达国民警卫队。战争期间，内华达卫队部署在世界各地，并在太平洋战区看到了行动。 

### 冷战

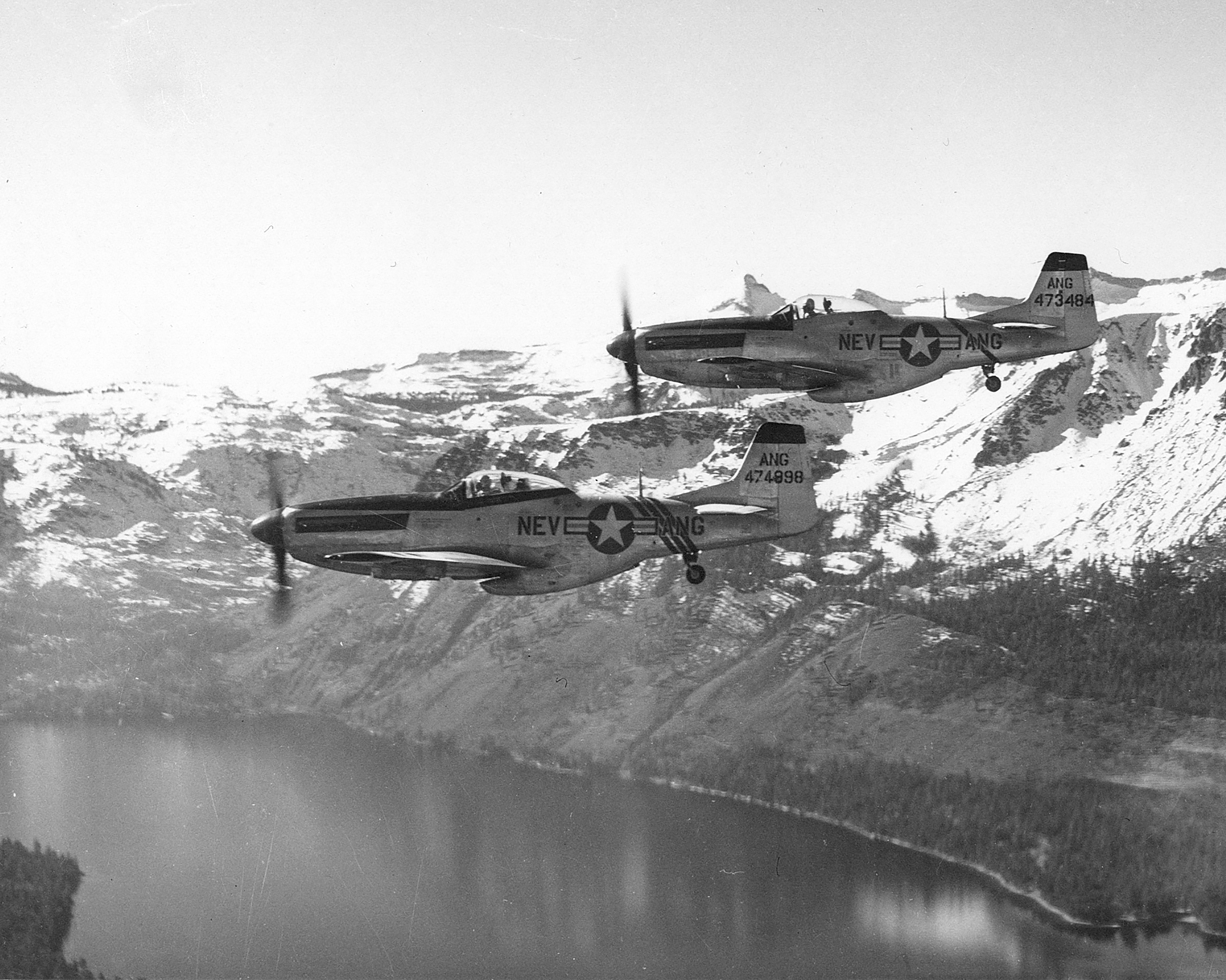
內華達州空軍警衛隊成立於1948年，當時第192戰鬥機中隊獲得了飛行P-51野馬戰鬥機的聯邦認可。

隨著冷戰開始鐵幕在東歐落下，朝鮮爆發熱戰（1950-53 年），大量聯邦資金湧入該州，用於重組內華達國民警衛隊。 1948 年，內華達陸軍警衛隊與第 421 防空炮兵營重組。隨著 1947 年美國空軍的成立，內華達州在 1948 年成立的第 192 戰鬥機中隊獲得了一支空軍國民警衛隊部隊。第 192 師在今斯泰德的里諾以北的舊陸軍空軍基地開展行動。 1951 年，第 192 團進入了為期 21 個月的部署，在朝鮮戰爭中駕駛P-51野馬飛機。戰爭期間，內華達空軍警衛隊遭遇了其歷史上唯一的戰鬥死亡：弗蘭克薩拉查中尉。戰後，內華達州空軍警衛隊與雷諾市簽訂了機場以南的土地租賃協議，位於哈伯德機場，即現在的雷諾-塔霍國際機場。第152 空運聯隊今天仍然在那裡。在 1950 年代，內華達空軍警衛隊與內華達陸軍警衛隊一起獲得了大量聯邦支持，用於基地改進和軍械庫建設。其他西部各州，尤其是加利福尼亞州也是如此，因為聯邦政府在冷戰期間迅速發展的國防設施成為 20 世紀美國西部增長的主要經濟倍增器。 
1967 年，內華達州立法機關改寫了該州的民兵法典，規定擴大該州的軍事部門，包括軍事司法法典和設立全職副官職位。  1968 年，內華達州陸軍警衛隊將其任務從炮兵改為裝甲騎兵，並且還獲得了第一架直升機 ( OH23B )，這是將陸軍航空資產引入該州的第一步。同年，內華達州空軍警衛隊響應了林登·約翰遜總統的號召，以回應朝鮮俘獲海軍情報船普韋布洛號。雖然沒有發起直接的軍事報復，但 600 多名內華達州空軍警衛隊在一天之內接到通知，在韓國和美國各地服役。 

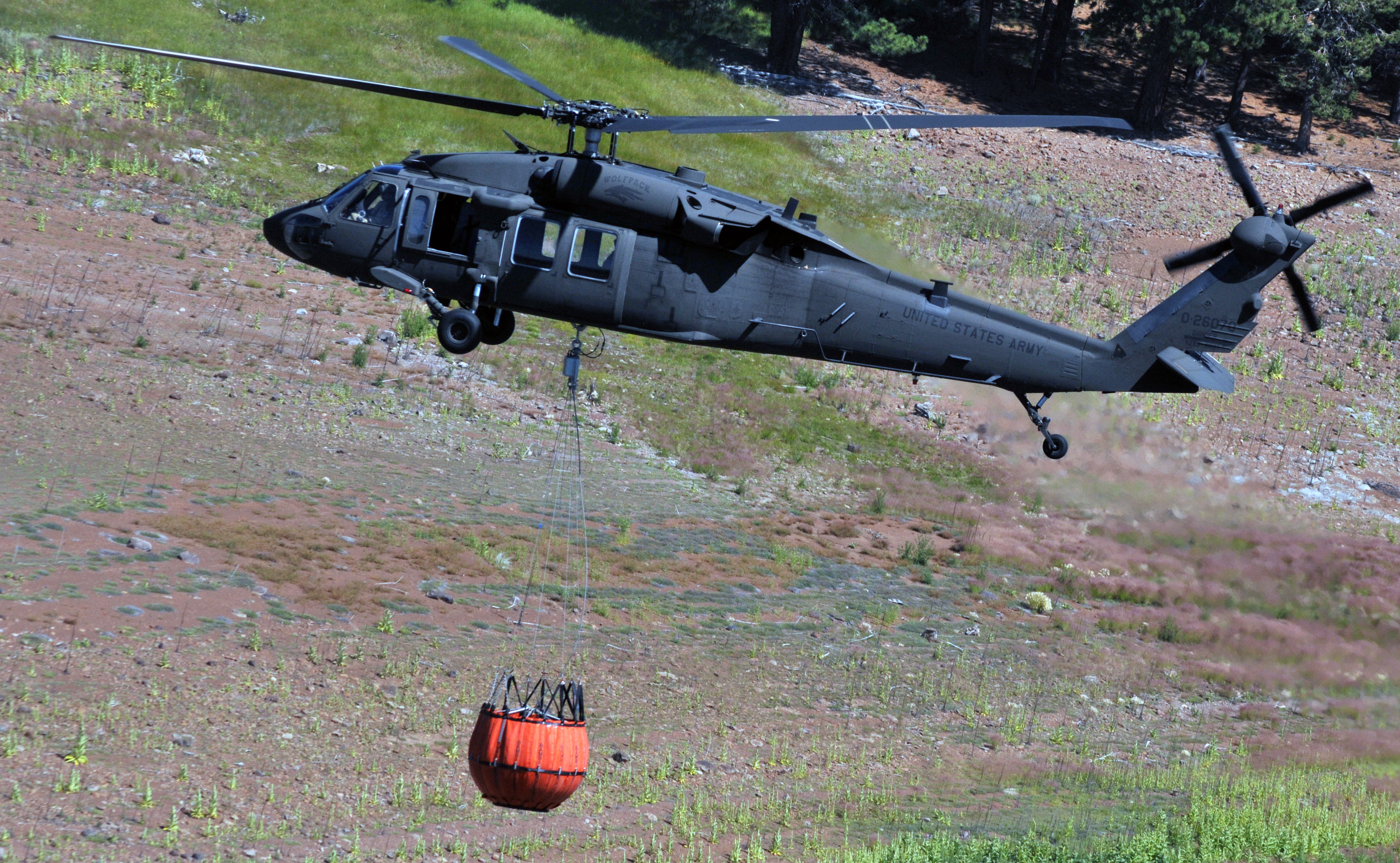
2015 年，内华达州陆军国民警卫队 UH-60 黑鹰直升机在加利福尼亚北部进行消防训练。

1985 年，它完成了從內華達州南部到歐文堡的135英里坦克行軍，獲得了全國的關注，在加利福尼亞州，通常被稱為“死亡行軍”，擁有71輛履帶式車輛和109輛輪式車輛。車隊長達25英里，包括420名士兵。1986年，內華達州陸軍國民警衛隊獲得了第一個航空營，即第113航空兵第1營，該營操作CH-54直升機，最終在1990年代接收了UH-60黑鷹和CH-47契努克。

### 全兵力概念
在越南戰爭和草案之後，國防部採用了其總兵力概念，在執行聯邦任務期間更多地使用各州的國民警衛隊。在 1980 年代和 1990 年代，內華達州陸軍國民警衛隊擴大了各種支持任務，在自然災害期間協助海外作戰人員和國內公民。 在沙漠風暴和沙漠盾牌行動期間，內華達陸軍和空軍衛隊都部署了部隊。 1991 年，當時的第 152 偵察大隊是第一批在科威特和伊拉克上空執行任務的機組人員之一。他們躲避了高射炮，獲取了燃燒井口的照片，發現了戰略目標並在戰爭的第一個早晨進行了評估。該單位的十三名飛行員獲得了傑出飛行十字勳章。此外，第 72 憲兵部隊部署到沙特阿拉伯，在那裡他們經營和維護戰俘營。 1995 年，美國空軍放棄了載人偵察，將第 152 空運聯隊重新指定為第152空運聯隊，操作C-130飛機。 

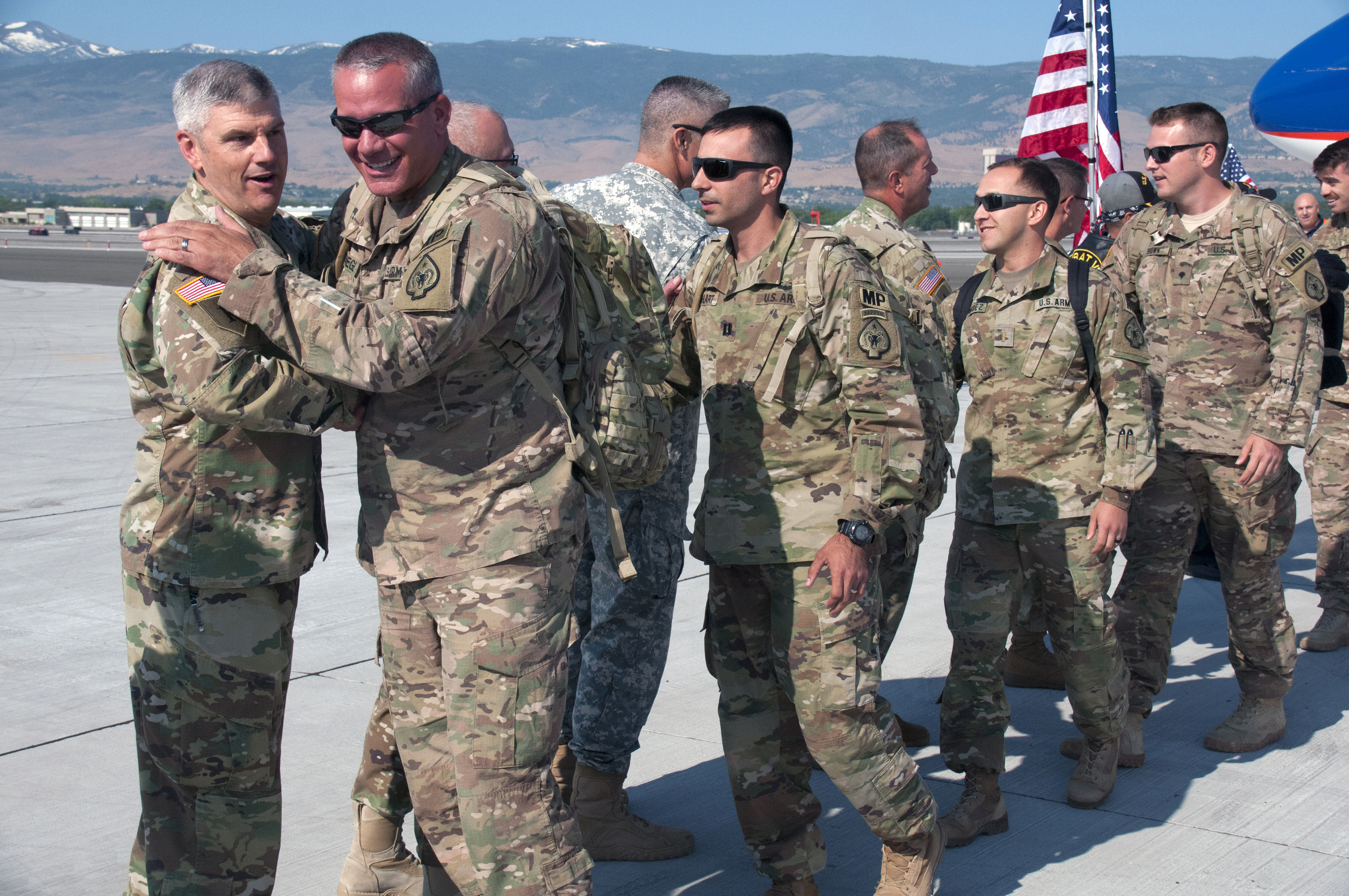
2017年7月6日，第485憲兵連的Elbie Doege二等士官長與Eric Wishart上校擁抱，該部隊於2017年7月6日從科威特返回。

在9/11 後時代，內華達州空軍和陸軍警衛隊進入了前所未有的作戰節奏。這種部署週期已成為內華達州國民警衛隊的標準，而且是有代價的。在 2005 年第 1864 運輸公司部署到伊拉克期間，Spc。拉斯維加斯的 Anthony Cometa 駕駛 HMMWV 機槍炮塔時，他的車輛失控並翻轉。在他 21 歲生日後的一天，科米塔在事故中喪生。 Cometa 死後兩個月，一枚火箭榴彈擊中阿富汗一架CH-47契努克直升機的油箱，導致斯帕克斯的首席准尉3 John M. Flynn 和 Sgt。Fernley的帕特里克 D. 斯圖爾特。在墜機事故中喪生的還有兩名俄勒岡陸軍國民警衛隊和一名現役士兵。 2013 年，內華達州警衛隊以彗星的名字命名拉斯維加斯戰備中心的現場維護綜合體。此外，在內華達州斯特德的陸軍航空支援設施內，還有五名遇難的陸軍機組人員的紀念碑。 
此外，內華達警衛隊在美國應急響應中的作用有所增加。 2016 年，第 152 空運聯隊被任命為運營美國林務局模塊化機載消防系統(MAFFS) 的最新單位。作為全國執行該任務的四個軍事 C-130 部隊之一，第 152 部隊可以被召喚來撲滅全國各地的野火。 2017 年，內華達州陸軍警衛隊和空軍警衛隊響應了比其歷史上任何一年都多的國內響應活動，包括內華達州北部的洪水以及德克薩斯州、佛羅里達州和波多黎各的颶風響應工作的支持。

## 内华达州陆军国民警卫队
内华达州陆军警卫队由联合部队总部、第 17 保障旅、第 991 航空兵司令部、医疗分遣队、招募和保留营以及第 92 民事支援队组成： 
- 联合部队总部（卡森城总部）
  - 第106公共事务支队
  - 第3600高级审判防御部队
- 第17保障旅（拉斯维加斯总部）
  - 特種部隊營
    - 第72憲兵連
    - 第 100 軍需連
    - 第593運輸連
    - 第 1864 運輸連
    - 第 3665 軍械連 (EOD)
    - 第240工兵連
    - 第 777 工兵支隊

  -  第757戰鬥保障支援營（Stead 總部）
    - 第137憲兵連
    - 第 150 維修連
    - 第485憲兵連
    - 第609工兵連
    - 第1859連
- 第 991 多功能旅（Stead 總部）
  - 航空部隊司令部（陸軍航空支援設施（AASF）總部和里諾哈里里德戰備中心） 
    - 第 45 次作戰支援空運（C-12）在 AASF，里諾
    -  第140航空團(UH-72A) B 連第 1 分遣隊（安全和支援），位於北拉斯維加斯夏延航空中心
    -  第140航空團(UH-72A) 3d 營 D 連第 1 分隊，位於北拉斯維加斯夏延航空中心
    -  B 连，第189航空團(CH-47F) 第 1 營（一般支援），在 AASF，里諾
    -  AASF第238航空團(MEDEVAC) (UH-60L) 第 1 支隊 G 連，2d 營（一般支援），里諾
    -  第641 航空團(C-12) 第 2 營 B 連第 3 支隊，位於里諾 AASF

  -  第221騎兵團第1中隊（拉斯維加斯總部）
  - 第422信號營（遠征）
- 第421地區訓練學院（拉斯維加斯總部）
- 醫療支隊（里諾總部）
- 第92民事支援大隊（卡森城總部）

## 内华达州空军国民警卫队
- 第152空運聯隊（英语：152nd Airlift Wing）
  - 第152作戰大隊
    - 第192空運中隊（英语：192nd Airlift Squadron）
    - 第152作戰中隊

  - 第152維修大隊
    - 第152維修中隊
    - 第152維修行動小隊

  - 第152任務支援大隊
    - 第152土木工程中隊
    - 第152通信飛行
    - 第152部隊支援中隊
    - 第152安全部隊中隊
    - 第152後勤戰備中隊

  - 第152醫療大隊
    - 支隊 1 (CERFP)
- 第152情報中隊
- 第232戰鬥訓練中隊

## 资金
在两名州雇员——州长和副将军——的指导下，内华达州军事部门监督和管理内华达州国民警卫队的任务、设施和培训。内华达州员工为分配给内华达州军事部的所有设施提供行政、会计、人事、消防、安全、维护和保管支持。并非所有用于支付人员的资金都来自国库；事实上，超过 80% 的军事部门州雇员的人事支出来自联邦基金。 

## 副将

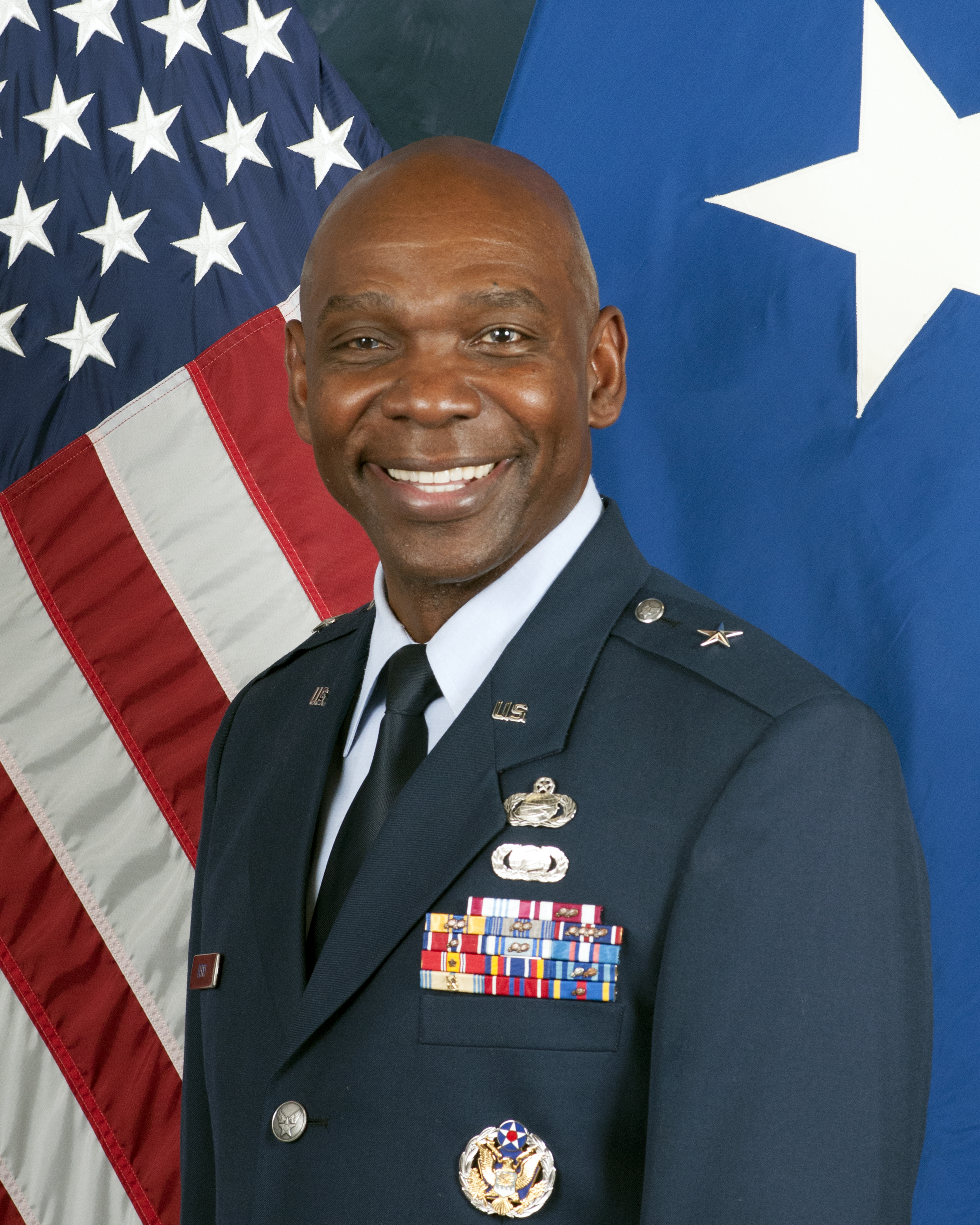
内华达州副将，Ondra Berry准將

内华达州副官是内华达州国民警卫队的高级官员，负责指挥 4,000 多名内华达州陆军和空军国民警卫队人员，并负责内华达州国民警卫队的联邦和州任务。副将由内华达州州长任命。内华达州的副将职位是根据 1861 年的州组织法设立的。
根据联邦法律，领土立法机构将“登记”民兵定义为“所有自由、身体健全的白人男性居民……年龄在 18 至 45 岁之间”，法律豁免的除外。内华达州于 1864 年进入州后制定了类似的立法。根据内华达州法律，副将担任高级军官。然而，在该州的第一个世纪，这些义务是其他办公室的当然职位，包括副州长和国务卿。
1967 年，内华达州修改了民兵法，在该州设立了全职副官一般职位。自 2002 年以来，副将军在内华达州卡森市的副将军办公室工作。 